# Flexity Swift

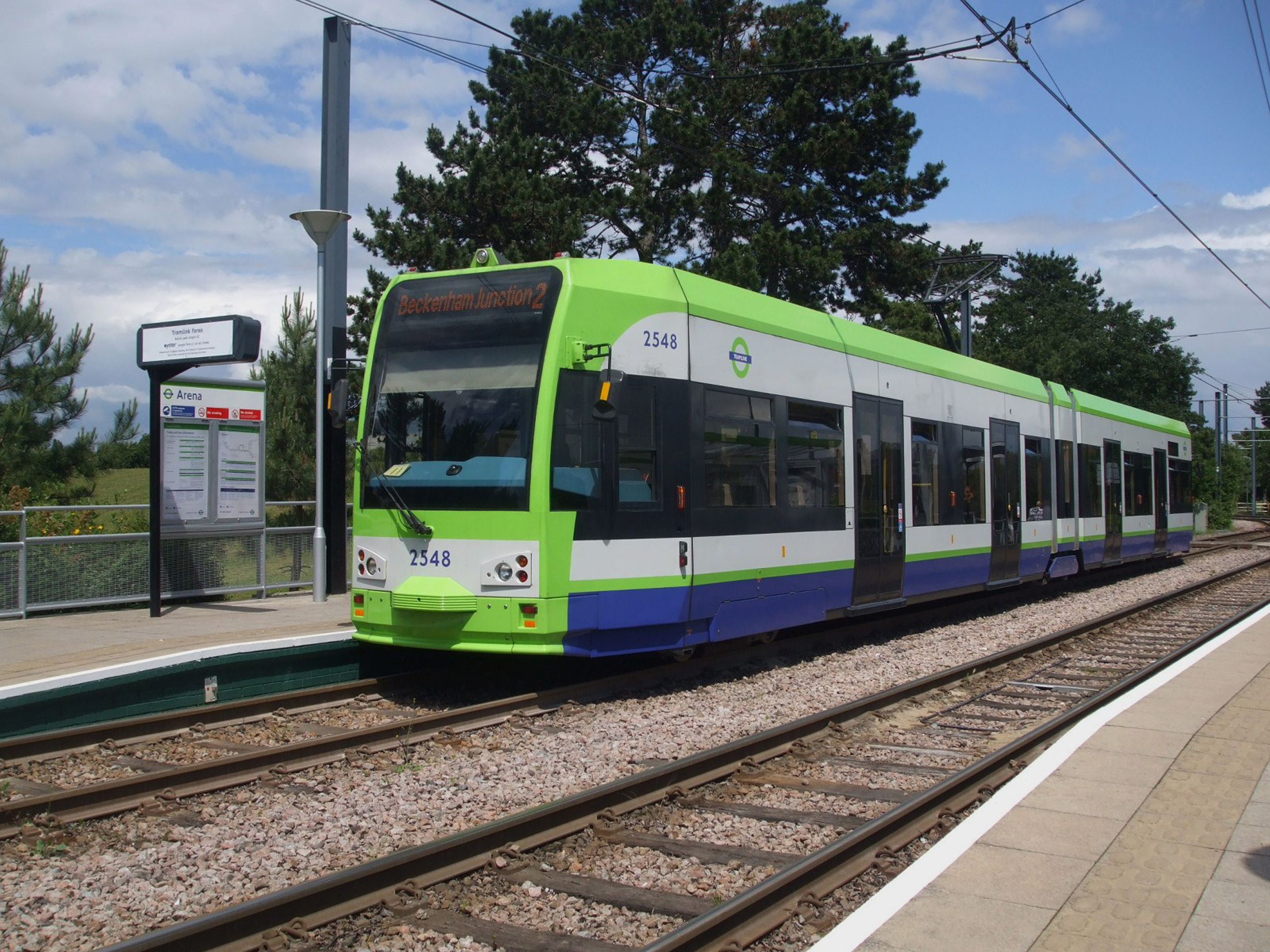
Станция кройдонского трамвая в Лондоне

Bombardier Flexity Swift (чит.: Фле́ксити Свифт) — семейство многосекционных сочленённых моделей трамвайных вагонов, выпускаемых компанией Bombardier (чит.: Бомбардье́). Позиционируются как трамваи для преимущественно внеуличных линий.
Конструктивно вагоны Flexity Swift являются сочленёнными трёхсекционными. Средняя секция обычно короткая (от 0,8 до 2,6 м), но может быть заменена на длинную (вагоны для Порту и Роттердама—Гааги, предполагается в будущем заказ таких вагонов для Лондона). Вагоны с короткой средней секцией опираются на три двухосные тележки. Крайние тележки являются обмоторенными, средняя тележка необмоторена. Вагоны с длинной средней секцией опираются на четыре тележки, все они обмоторены.
Все вагоны до сих пор выпускались двухкабинными и двухсторонними, на колею 1435 мм. Ширина вагона 2,65 м, длина от 28,2 до 30,1 м (с короткой средней секцией) и до 37,1 м (с длинной секцией). Количество сидячих мест зависит от длины и исполнения салона и варьируется от 58 до 100. Применимость вагонов Flexity Swift на улицах центров городов может быть ограничена из-за довольно большого минимального радиуса поворота — 20 м (в некоторых моделях больше). Особо выделяются вагоны для Роттердама—Гааги. Они особенно длинные — 42 м, со 104 местами для сидения; очень большой минимальный радиус поворота — 120 м — фактически позволяет классифицировать эти вагоны уже как вагоны метрополитена.
Пол в вагонах Flexity Swift, за исключением модели K5000 в Кёльне и Роттердамских вагонов, переменного уровня, низкий на большей части длины вагона (не менее 70 %) и повышающийся над моторными тележками. Все входы бесступенчатые, и находятся в низкопольной части вагона, что позволяет устраивать вход/выход в одном уровне при наличии низких платформ.
В Кёльне—Бонне используются трамваи K5000 с высоким полом (900 мм) для работы на линиях, оборудованных высокими платформами. Кроме того, эти вагоны имеют выдвижные ступеньки для остановок, не оборудованных платформами.
В 2008 году должны начаться поставки высокопольных вагонов Flexity Swift во Франкфурт-на-Майне. Франкфуртские вагоны предполагаются двухсекционными, общей длиной 25 м, с 48 местами для сидения.
Трамваи Flexity Swift могут составляться в поезда, работающие по системе многих единиц, и имеют предельную скорость от 70 до 100 км/ч.
Концепция Flexity Swift изначально была разработана для Кёльна—Бонна, но сейчас эти вагоны используются также в Кройдоне (южная часть Лондона), Стамбуле, Роттердаме—Гааге, Стокгольме, Миннеаполисе и Порту. В апреле 2007 9 новых трамваев были заказаны Манчестером.
Основные конкуренты: Alstom Citadis, Siemens Combino, Siemens Avanto и AnsaldoBreda Sirio

## Галерея

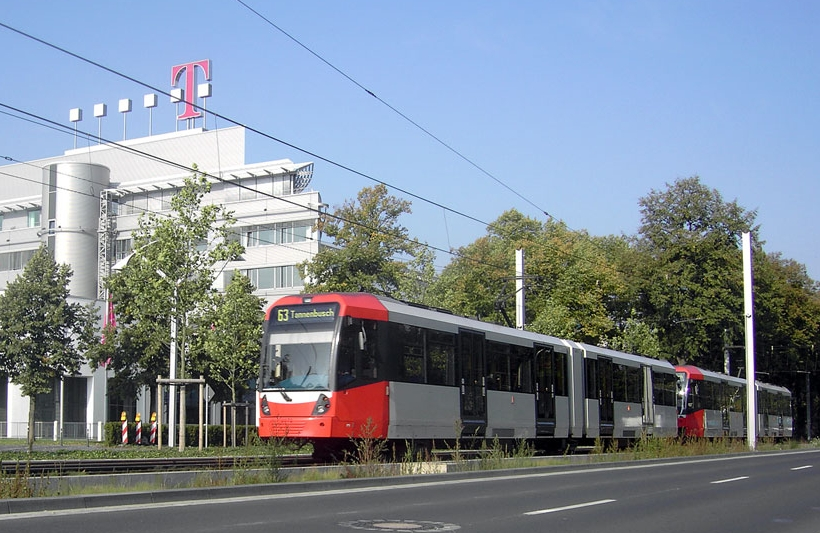
Бонн, Германия
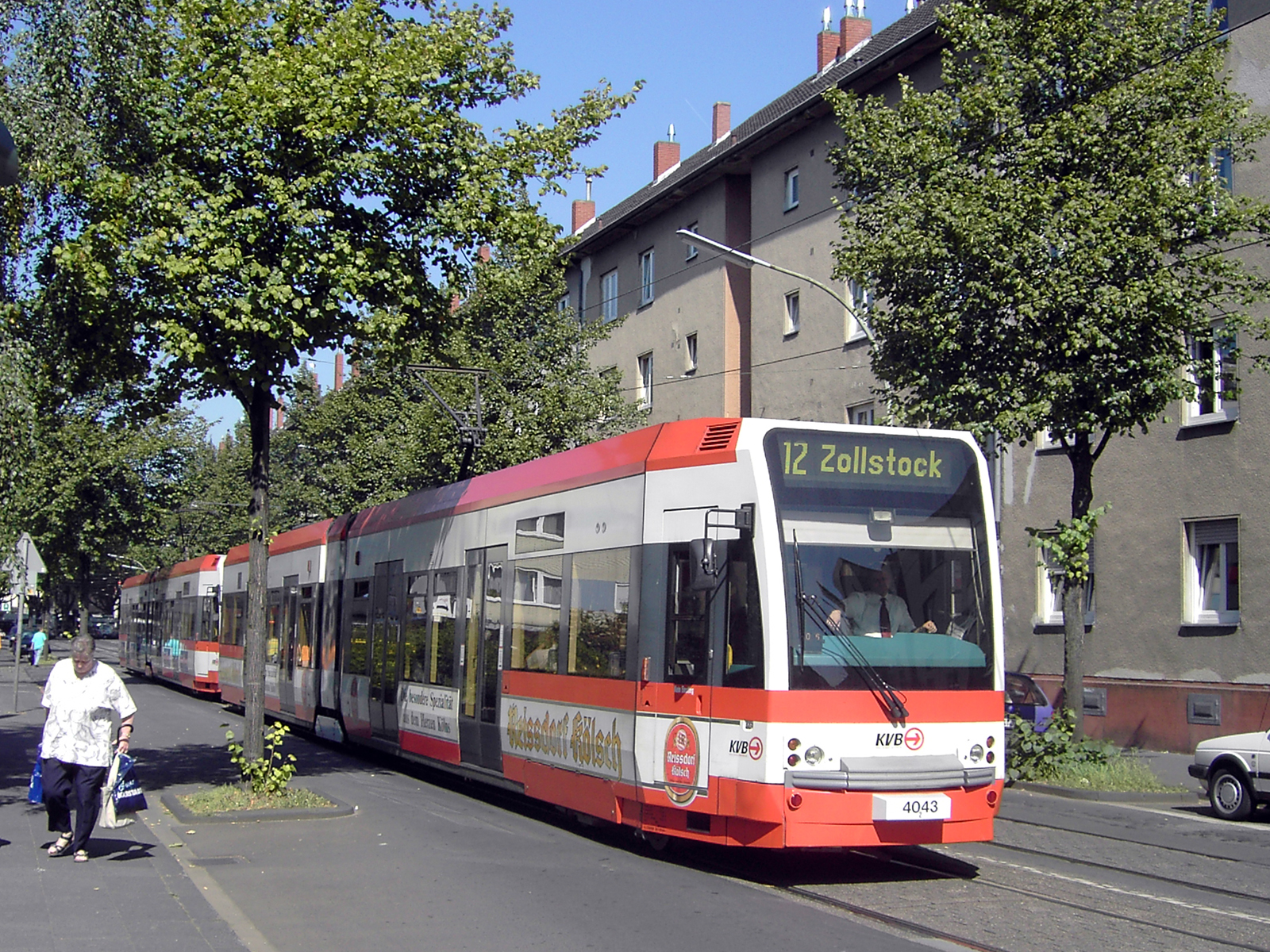
Кёльн, Германия
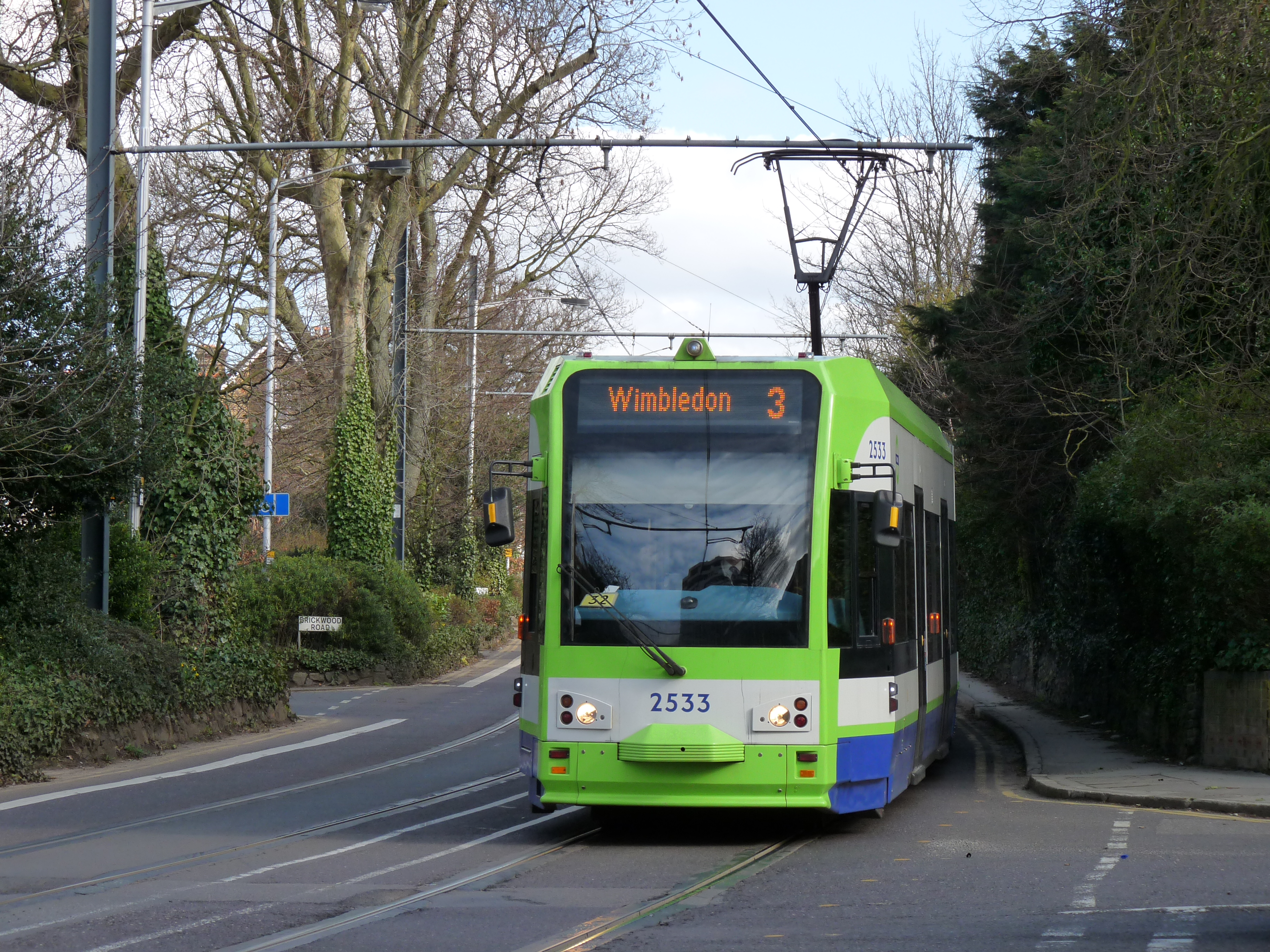
Кройдонский трамвай, Лондон, Великобритания
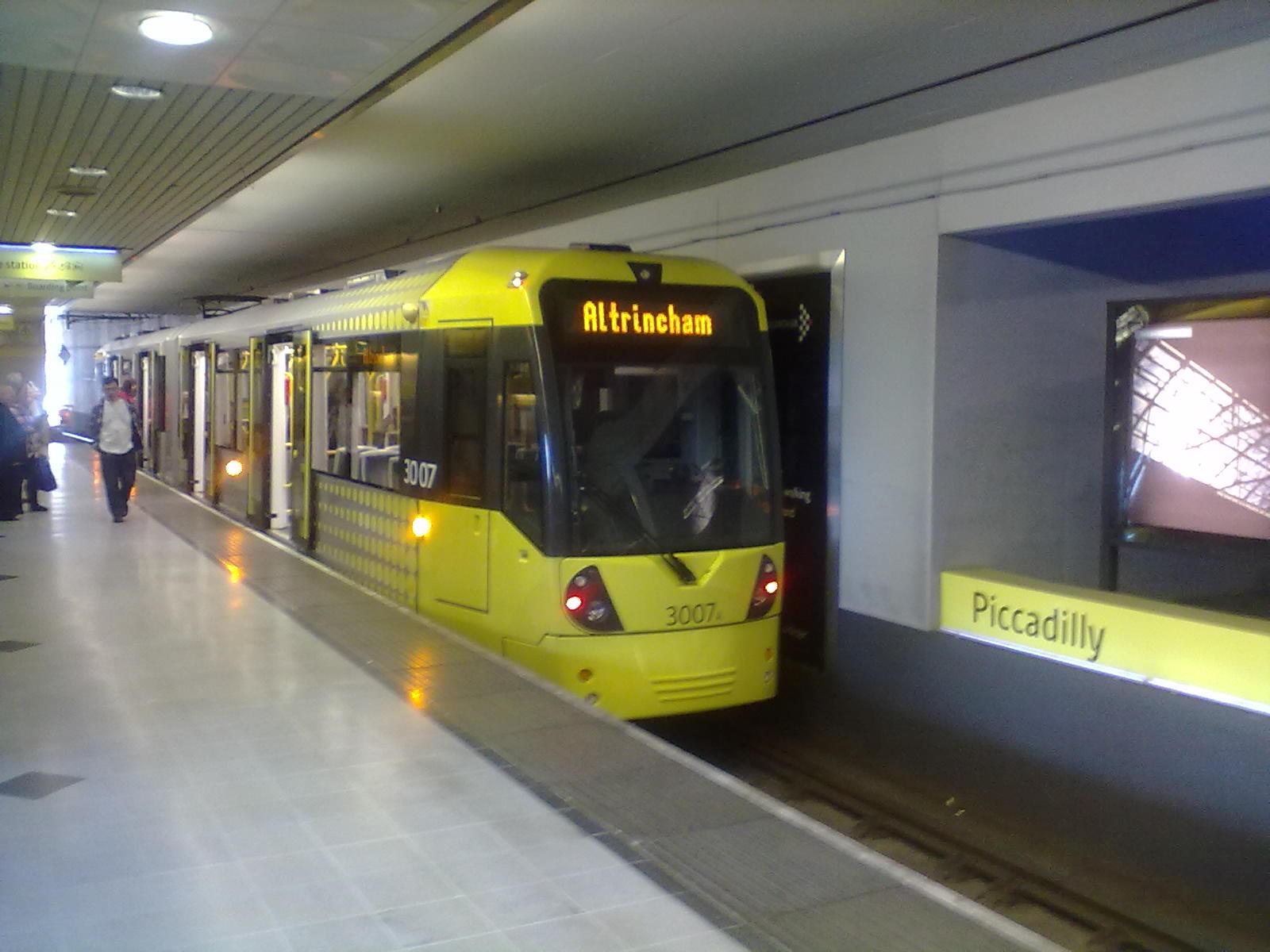
Metrolink, Манчестер, Великобритания
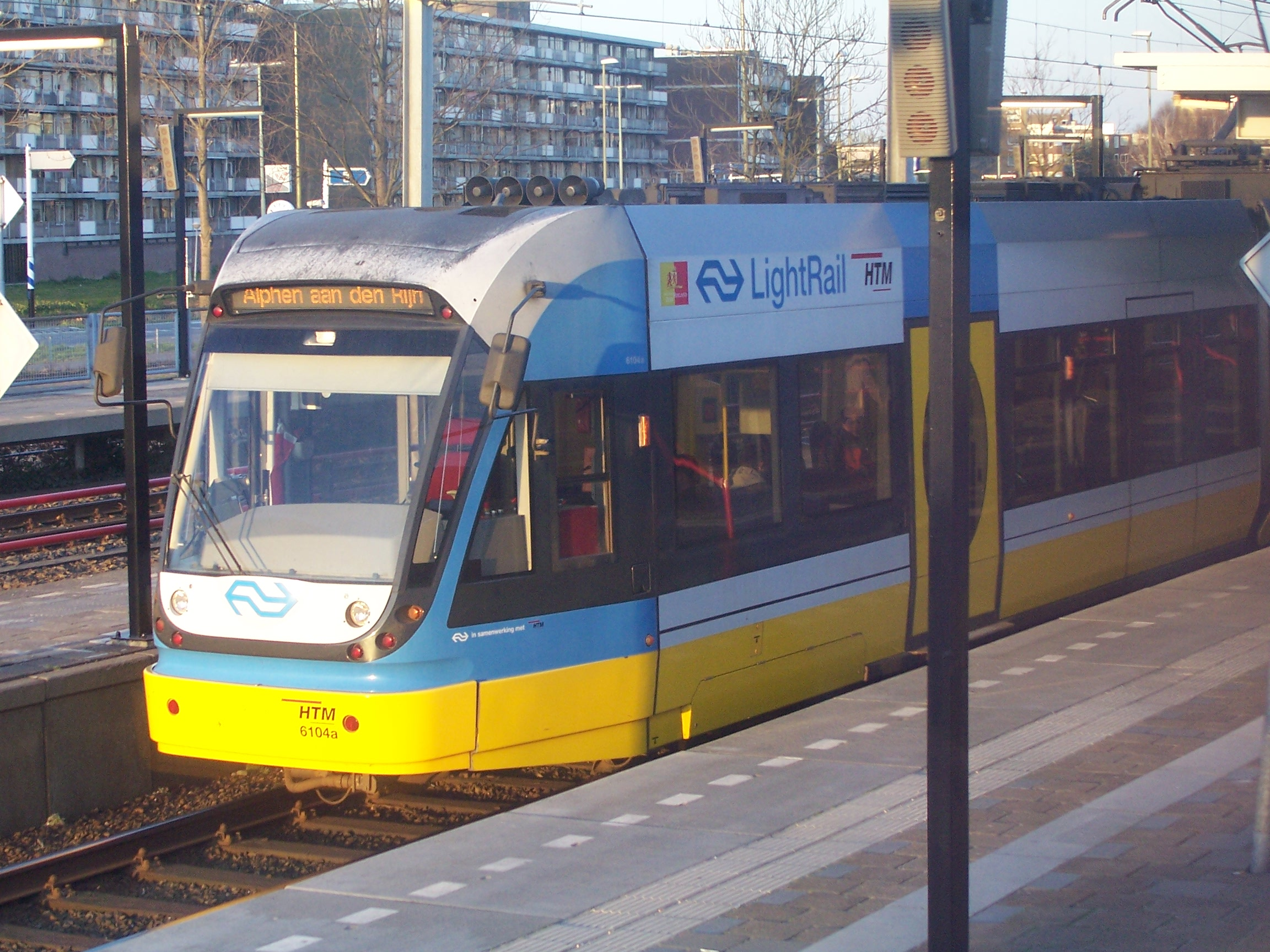
Сеть RijnGouweLijn, Южная Голландия, Нидерланды
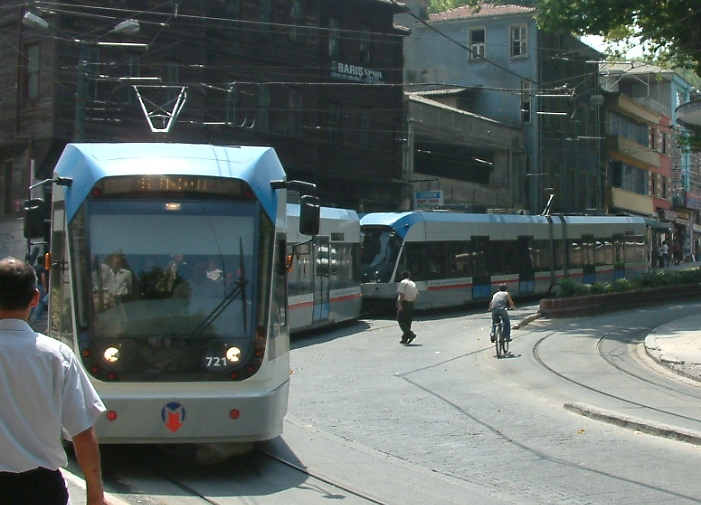
Стамбул, Турция
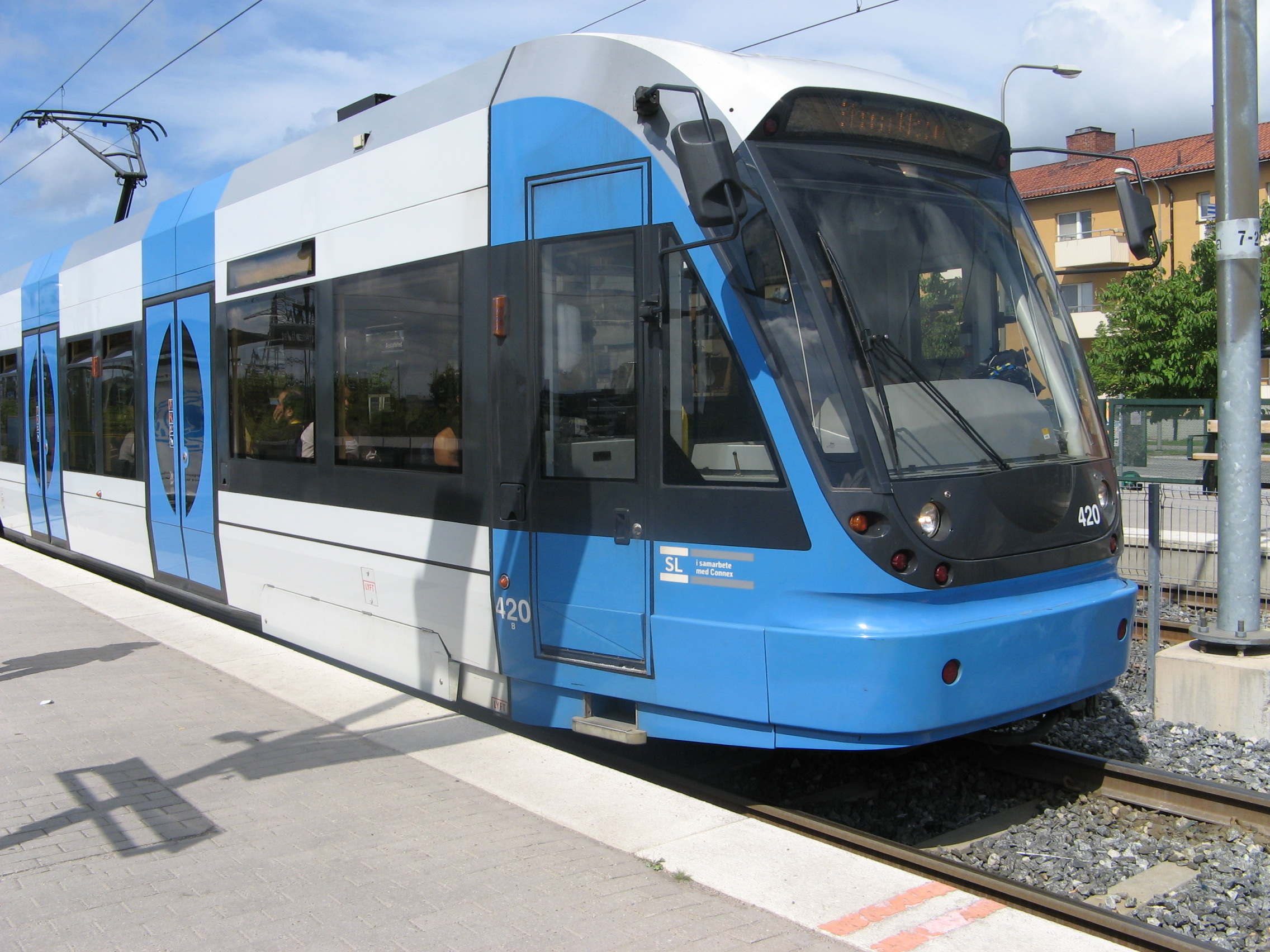
Tvärbanan, Стокгольм, Швеция.
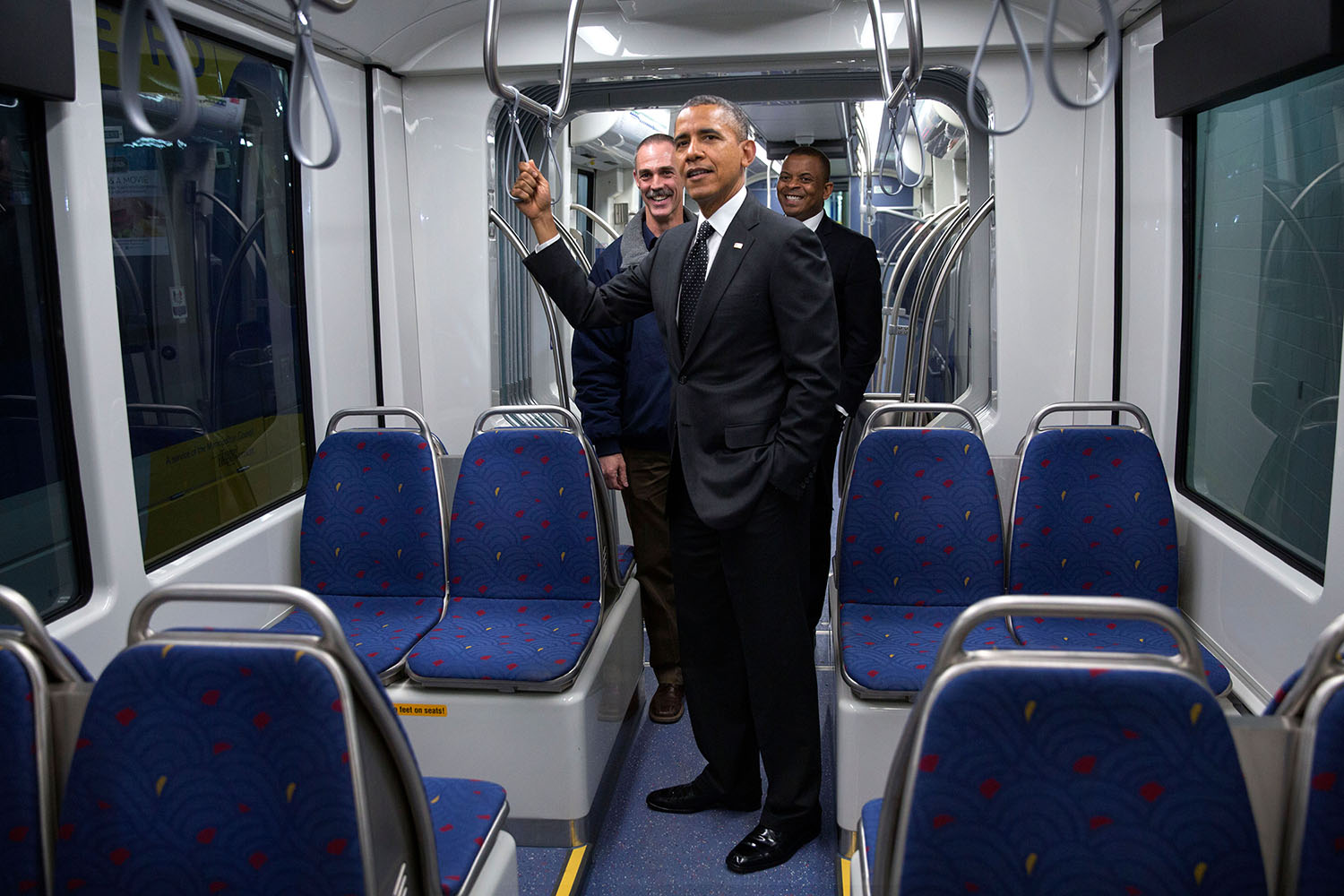
Президент США Барак Обама в сопровождении министра транспорта Энтони Фокса осматривает интерьер вагона системы METRO во время своего визита в Миннесоту в феврале 2014 года.